# نايت سكاوت
نايت سكاوت (بالإنجليزية: Nightscout)‏ هي برمجية حرة مفتوحة المصدر لمتابعة بيانات مستوى جلوكوز الدم لدى مرضى السكري. يقوم نايت سكاوت بخزن قياسات مستوى جلوكوز الدم في السحاب. يمكن ربط نايتسكاوت مع هاتف، أو ساعة ذكية، أو جهاز المراقبة المستمرة للغلوكوز لمرضى سكري النوع الأول.

## روابط خارجية
- الموقع الرسمي
- Nightscout على غيت هاب